# Charsadda (huyện), Afghanistan
Charsada là một huyện thuộc tỉnh Ghowr, Afghanistan. Dân số thời điểm năm 1999 là 15100 người.